# Joice dos Santos Coelho
Joice dos Santos Coelho (Rio de Janeiro, 1º aprile 1993) è un'ex cestista brasiliana.

## Carriera
Con il Brasile ha disputato i Campionati americani del 2013 e i Campionati mondiali del 2014.